# Nicolaus Bernoulli I
Nicolaus Bernoulli I   (Basilea, 21 d'octubre de 1687 - Basilea, 29 de novembre de 1759) va ser un matemàtic suís del segle xviii que va ser un dels iniciadors de la teoria de la probabilitat.

## Vida
Nicolaus Bernoulli I era fill de Nicolaus Bernoulli, un pintor i regidor de l'ajuntament de Basilea que era germà dels reconeguts matemàtics Jakob i Johann Bernoulli. Nicolaus I va estudiar matemàtiques amb els seus oncles. El 1704 va obtenir la seva graduació a la Universitat de Basilea i el 1709 el doctorat a la mateixa universitat amb una tesi titulada Dissertatio Inauguralis Mathematico-Juridica de Usu Artis Conjectandi in Jure que pretenia aplicar la teoria de la probabilitat a certes qüestions jurídiques.
Els anys següents els va dedicar a editar l'obra del seu oncle Jakob (mort el 1705), acabant per editar l'any 1713 l'Ars conjectandi, un llibre sobre probabilitats que el seu oncle havia deixat inacabat i que Nicolaus I creia que podia estendre al món econòmic i polític.
El 1712 va fer un grand tour per Holanda, Anglaterra i França, on va conèixer Pierre Rémond de Montmort, de qui va esdevenir gran amic i col·laborador.
El 1716 va ser nomenat catedràtic a la Universitat de Pàdua on va romandre fins al 1722, treballant en geometria i equacions diferencials. El 1722 va retornar a Basilea per a fer-se càrrec de la càtedra de lògica de la universitat; a partir de 1731 va ser catedràtic de dret. Va arribar a rector d'aquesta universitat en quatre ocasions.

## Obra
Malgrat que Nicolau I era un matemàtic dotat, no va ser gaire productiu. La majoria de les seves troballes estan en la seva correspondència, sobretot en la creuada amb Montmort. Bona part d'aquesta correspondència (1710-1712) va ser inclosa per Montmort en el seu llibre Essai d'analyse sur les jeux de hazard (París, 1713). La primera versió de la Paradoxa de Sant Petersburg, que posteriorment resoldria Daniel Bernoulli, està precisament en aquesta correspondència.
També és d'interès la seva correspondència creuada amb Leibniz, discutint qüestions de convergència, i amb Euler, en què critica l'ús indiscriminat de sèries divergents.